# El Debate (Argentina)
El Debate es un periódico argentino de la ciudad de Zárate, provincia de Buenos Aires. Fue fundado en 1900 como diario en papel y actualmente se publica exclusivamente en formato digital.

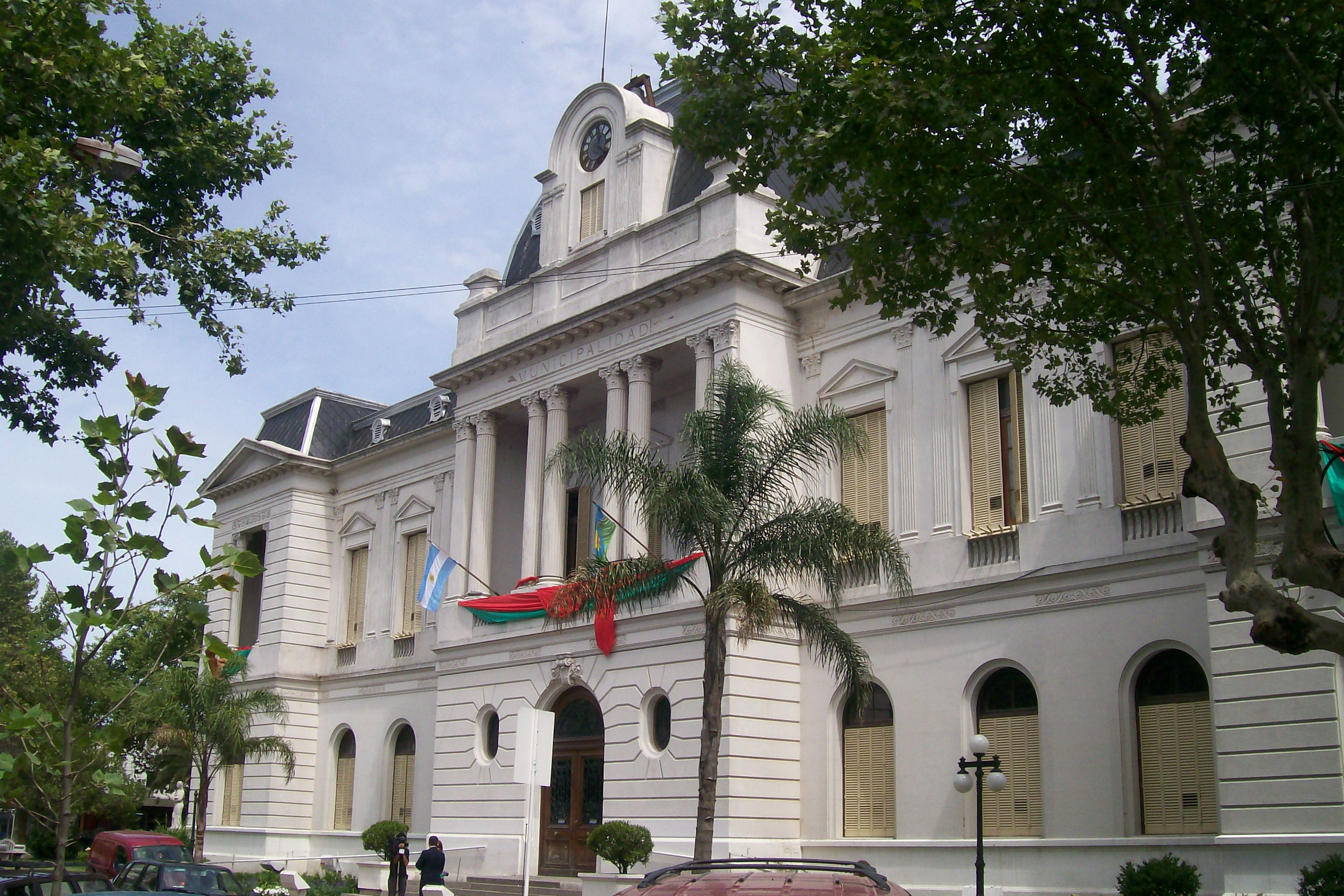
El edificio de la Municipalidad de Zárate fue construido a iniciativa del fundador de El Debate, Luis Güerci.

## Historia

### Primera etapa (1900–1928)
El Debate fue fundado el 1 de julio de 1900 por el político conservador Luis Güerci, siendo José Massoni su primer director. Se editaba en formato sábana y con periodicidad bisemanal (jueves y domingos). 
Durante estos años se consolidó como el principal medio de información de la ciudad de Zárate. En 1928, durante la presidencia de Hipólito Yrigoyen, el periódico suspendió su publicación.

### Segunda etapa (1934–1996)
El 8 de noviembre de 1934 reapareció bajo la dirección de Juan Albano, transformándose en un periódico matinal que salía todos los días excepto los lunes. El 6 de marzo de 1940, su fundador —entonces senador nacional— fue herido mortalmente en un tiroteo, hecho que puso en riesgo la continuidad del medio. Pese a ello, El Debate alcanzó tiradas de hasta 10.000 ejemplares diarios. 
Esta segunda etapa se mantuvo hasta 1996.

### Etapa digital (1997–presente)
Tras permanecer inactivo durante un año, el periódico fue adquirido por el Grupo Serpein, propietaria actual del medio, que lo relanzó en formato exclusivamente digital. Este formato se sigue manteniendo en la actualidad.

## Formato y frecuencia
Hasta 1996 fue el papel el formato utilizado. En la primera época, y con carácter bisemanal (jueves y domingos), el formato sábana era el habitual. Durante la segunda etapa se convierte en un periódico matinal publicado todos los días, salvo los lunes.